# Radical 67
Le radical 67, qui signifie écriture  ou littérature, est un des 35 des 214 radicaux chinois répertoriés dans le dictionnaire de Kangxi composés de quatre traits.
Le caractère Unicode de 文 est 6587.

## Caractères avec le radical 67
| nombre de traits          | caractères |
| ------------------------- | ---------- |
| Sans trait supplémentaire | 文         |
| 6 traits supplémentaires  | 斊 斋      |
| 7 traits supplémentaires  | 斍 斏      |
| 8 traits supplémentaires  | 斌 斐 斑   |
| 9 traits supplémentaires  | 斒         |
| 12 traits supplémentaires | 斓         |
| 15 traits supplémentaires | 斔         |
| 17 traits supplémentaires | 斕         |
| 19 traits supplémentaires | 斖         |